# Viktor Szélig
Viktor Szélig (ungarisch Szélig Viktor; * 22. September 1975 in Dunaújváros) ist ein ehemaliger ungarischer Eishockeyspieler, der über viele Jahre für Dunaferr SE Dunaújváros in der ungarischen Eishockeyliga und zwischen 2006 und 2015 den Briançon Alpes Provence HC in der französischen Ligue Magnus aktiv war. Seit seinem Karriereende arbeitet er als Eishockeytrainer und -manager.

## Karriere
Viktor Szélig begann seine Karriere als Eishockeyspieler in der Jugend von Dunaferr SE Dunaújváros, für dessen Profimannschaft er von 1994 bis 2006 in der Ungarischen Eishockeyliga aktiv war. In dieser Zeit gewann der Verteidiger mit seiner Mannschaft vier Mal die nationale Meisterschaft, sowie acht Mal den nationalen Pokal. Des Weiteren wurde Szélig sechs Mal Vizemeister mit Dunaferr SE Dunaújváros. Im Sommer 2006 wechselte der Ungar zum Briançon Alpes Provence HC in die französische Ligue Magnus, für den er seither auf dem Eis steht. Mit Briançon erreichte er 2008 und 2009 jeweils die Vizemeisterschaft sowie den zweiten Platz in der Coupe de la Ligue. 2010 gewann er mit seiner Mannschaft erstmals die Coupe de France.
Während der Saison 2014/15 agierte er als Spielertrainer beim Briançon Alpes Provence HC, ehe er seine Karriere 2015 beendete und General Manager des Klubs wurde. Seit 2017 ist Szélig General Manager bei Fehérvár AV19 aus der Erste Bank Eishockey Liga.

### International
Für Ungarn nahm Szélig im Juniorenbereich an der U18-Junioren-C-Europameisterschaft 1992 sowie der U18-Junioren-B-Europameisterschaft 1993 sowie den U20-Junioren-C-Weltmeisterschaften 1993, 1994 und 1995 teil.
Im Seniorenbereich stand er im Aufgebot seines Landes bei den Weltmeisterschaften der Division II 1993, 1994, 1995, 1997 und 2000 sowie bei den Weltmeisterschaften der Division I 1999, 2001, 2002, 2003, 2004, 2005, 2006, 2008, 2010 und 2011, der Weltmeisterschaft der Division IA 2012 und der Weltmeisterschaft 2009. Zudem lief er für Ungarn bei der Qualifikation zu den Olympischen Winterspielen 2010 auf. Von 2009 bis 2011 war er Mannschaftskapitän Ungarns.

## Erfolge und Auszeichnungen
- Ungarischer Meister: 1996, 1998, 2000, 2002 mit Dunaferr SE Dunaújváros
- Ungarischer Vizemeister: 1997, 1999, 2001, 2003, 2004, 2005 mit Dunaferr SE Dunaújváros
- Ungarischer Pokalsieger: 1995, 1996, 1998, 2000, 2001, 2002, 2003 und 2004 mit Dunaferr SE Dunaújváros
- Bester Verteidiger der Ungarischen Eishockeyliga: 1995, 1998, 1999, 2000
- Französischer Vizemeister: 2008, 2009 mit den Diables Rouges de Briançon
- 2. Platz Coupe de la Ligue: 2008, 2009 mit den Diables Rouges de Briançon
- Coupe de France: 2010 mit den Diables Rouges de Briançon
- Coupe de la Ligue: 2012 mit den Diables Rouges de Briançon
- Französischer Meister: 2014 mit den Diables Rouges de Briançon

### International
- 1992 Aufstieg in die B-Europameisterschaft bei der U18-Junioren-C-Europameisterschaft
- 2000 Aufstieg in die B-Weltmeisterschaft bei der C-Weltmeisterschaft
- 2008 Aufstieg in die Top-Division bei der Weltmeisterschaft der Division I